# Ver de Guinée
Dracunculus medinensis
Espèce
Le ver de Guinée, ou filaire de Médine (Dracunculus medinensis) est une espèce de vers ronds filiformes dont la femelle adulte est un parasite des mammifères, chez qui elle provoque la dracunculose. La dénomination de filaire est erronée pour ce nématode qui appartient à un ordre différent de celui des filaires.
L'homme s'infeste en ingérant de l'eau contenant des crustacés aquatiques (des Cyclops) infestés par la larve du ver.
De 900 000 cas annuels en 1989, le nombre de cas est tombé à 15 en 2022 grâce à un programme d'éducation et de l'amélioration de l'accès à l'eau. Le ver de Guinée est donc proche de l'éradication.

## Cycle biologique
Des Dracunculus medinensis au premier stade larvaire infestent d'abord des Cyclops lorsque ses derniers les ingèrent. Chez les Cyclops, les larves atteignent leur troisième stade larvaire, lors duquel elles deviennent infestantes pour les hôtes définitifs. Les Cyclops sont des hôtes intermédiaires de Dracunculus medinensis.
L'humain, le chien et le furet sont des hôtes définitifs. Dracunculus medinensis atteint leur système digestif lorsqu'ils ingèrent de l'eau contenant des Cyclops infestés. Les larves vont alors migrer dans les tissus conjonctifs du thorax et de l'abdomen. Après 60 à 70 jours, les larves deviennent adultes, et se reproduisent. Les femelles fécondées migrent alors vers l'hypoderme des membres inférieurs. Les femelles provoquent alors une lésion de la peau.
Quand la lésion est immergée dans de l'eau, la femelle expulse des larves qui pourront alors être consommées par des Cyclops.
Plusieurs espèces d'amphibiens sont des hôtes paraténiques de Dracunculus medinensis.

## Morphologie

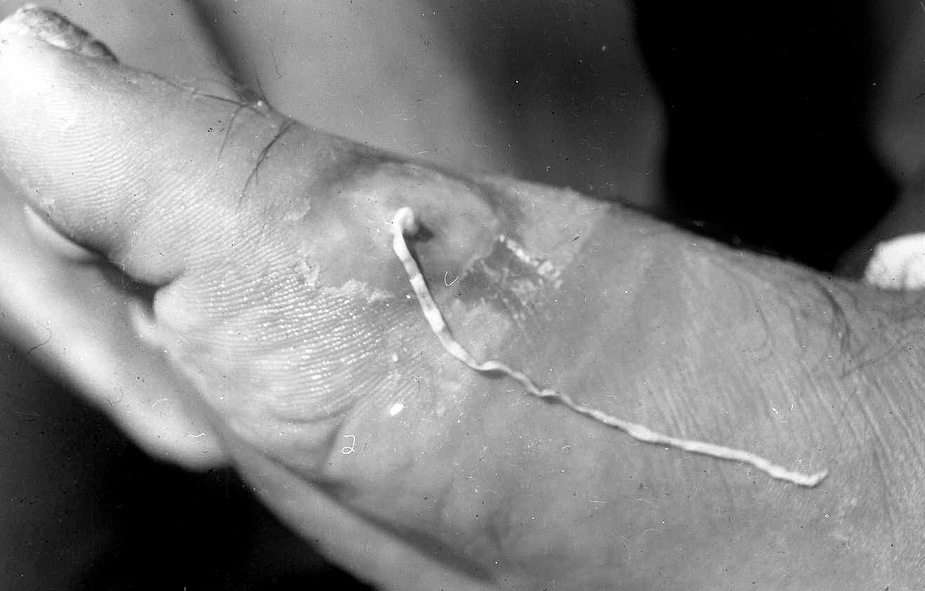
Ver femelle adulte de Dracunculus medinensis (responsable de dracunculose) en cours d'extraction du pied droit d'un patient.

Le mâle, très petit, mesure 2 à 3 cm de long.
La femelle adulte mesure de 600 à 800 mm de long et 2 mm de diamètre. Lorsqu'elle est gravide, son corps n'est plus qu'un long sac s'ouvrant seulement par la bouche et occupé presque entièrement par l'utérus clos bourré d'embryons.

## Chez l'humain

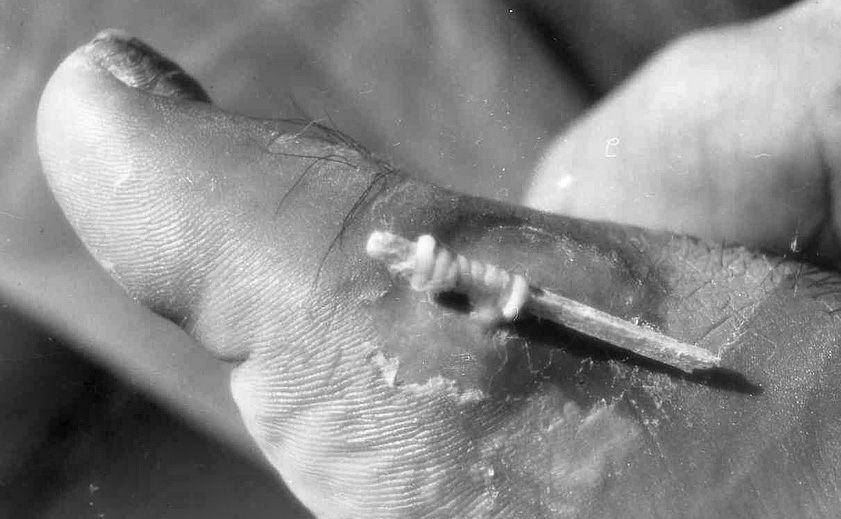
Le corps du ver est lentement enroulé autour d'une allumette. Il est retiré avec précaution car il ne doit pas casser, sinon la plaie risque de s'infecter, et la présence du cadavre induirait une douloureuse réaction immunitaire (Source : Archives médicales militaires des États-Unis).

Les symptômes sont ceux produits localement par le ver qui libère des larves. Après ou pendant un bain, un ulcère douloureux se crée, permettant l'expulsion de larves. Cette ulcération peut s'infecter (suppurations, tétanos).
Le traitement consiste à enlever les vers par une méthode mécanique. Le ver est extirpé progressivement par traction tous les jours, car il mesure jusqu'à 80 centimètres, et il ne faut pas le rompre sous peine de réactions inflammatoires et infectieuses.